# سهتار
سهتار (بالفارسية: سه‌تار) (من سه: ثلاثة وتار:أوتار) آلة موسيقية وترية فارسية تنتمي إلى عائلة العوديات، تعزف بسبابة اليد اليمنى ويمسك الشدود بأصابع اليد اليسرى.
وهي ليس شائعة فق في إيران بل في البلدان التي لديها علاقات ثقافية طويلة الأمد مع إيران أيضًا، مثل أذربيجان وأرمينيا.
هی يمكن تمييزها من السيتار صك الهندية الوترية.

## أجزاء
لها ثلاثة اقسام صندوق - المصوت و الزند و في نهايتها البنجق
أوتار
لألة سهتار أربعة أوتار
| تسلسل      | نوع   | لون  | اسم              | سمك          |
| ---------- | ----- | ---- | ---------------- | ------------ |
| وتر الأول  | فولاذ | أبيض | «حاد»            | 20-22 ميكرون |
| وتر الثاني | برونز | أصفر | «زیر»            | 22-25 ميكرون |
| وتر الثالث | فولاذ | أبيض | «مشتاق» أو «زنگ» | 22-20 ميكرون |
| وتر الرابع | برونز | أصفر | «بم»             | 35-40 ميكرون |